# Tzipi Livni
Pour les articles homonymes, voir Livni.
Tzipora Malka Livni (hébreu : ציפורה מלכה לבני  prononcé en hébreu : [tsipoˈʁa malˈka ˈlivni]), dite Tzipi Livni (ציפי לבני  [ˈtsipi]), née le 8 juillet 1958 à Tel Aviv, est une femme politique israélienne.
Depuis son élection à la Knesset en 2001 comme députée du Likoud, elle a occupé de nombreux postes dans divers gouvernements. Le plus élevé est celui de 2e vice-Premier ministre et ministre des Affaires étrangères à partir 4 mai 2006 et ce jusqu'à la formation du second cabinet de Benyamin Netanyahou, en 2009.
Elle est élue chef du parti politique Kadima en septembre 2008 et se présente à la succession d'Ehud Olmert au poste de Premier ministre. Son parti arrive en tête des élections législatives de 2009, avec une faible avance sur le Likoud, mais c'est Benyamin Netanyahou que le président Shimon Peres charge de former un nouveau gouvernement. Tzipi Livni prend alors la tête de l'opposition. Shaul Mofaz lui succède à la présidence de Kadima en 2012, et elle fonde un nouveau parti, Hatnuah. Elle est réélue députée en 2013, puis devient ministre de la Justice dans le nouveau gouvernement Netanyahou. Elle est limogée par Benyamin Netanyahou l’année suivante.
En 2015, elle s'allie au président du Parti travailliste israélien, Isaac Herzog, pour les élections législatives anticipées de la même année. Un temps donnée en tête du scrutin, leur Union sioniste finit en deuxième position, derrière le Likoud de Netanyahou. Elle est chef de l'opposition à la Knesset d’août 2018 à janvier 2019. Elle se retire de la vie politique la même année.

## Biographie

### Enfance
Elle est la fille d'Eitan Livni (en), un immigré d'origine polonaise, qui fut directeur des opérations de l'Irgoun, une organisation armée sioniste, proche du parti sioniste révisionniste. Il fut membre du Likoud et également élu à la Knesset. Sa mère Sara Rosenberg fut également membre de l'Irgoun.
Elle est mariée et mère de deux enfants.

### Agent du Mossad
Au début des années 1980, après avoir fait une année de droit et quitté l'armée (abandonnant alors son grade de lieutenant), Livni se mit à travailler pour le Mossad. On ne sait pas exactement combien de temps ni sur quelles missions elle fut engagée, et Tzipi Livni se garde d’en parler avec précision : « J'ai servi pendant quatre ans au sein du Mossad. J'ai également suivi des stages de formation et j'ai été en fonction à l'étranger », souffla-t-elle laconiquement à la radio militaire israélienne. Les médias israéliens et étrangers avaient déjà évoqué son passé au sein du service de renseignement israélien, entre 1980 et 1984, mais elle n'avait jusqu'alors jamais confirmé ces informations.
Elle occupa officiellement le poste de conseillère juridique de 1980 à 1984, mais aurait été, selon le Sunday Times, un agent clé en Europe pour au moins quatre ans, période durant laquelle elle aurait appartenu au Kidon (« baïonnette » en hébreu : service action du Mossad). Francophone, elle aurait été basée à Paris et dirigé ce que l'on appelle une « safe house », maison sécurisée servant de base arrière ou de lieu de repli pour ses collègues du Mossad. Comme pour tous les agents secrets, ses états de services restent confidentiels, mais le Sunday Times ainsi que le site d'information journalistique Bakchich rappellent deux affaires ayant eu lieu sur son terrain d'action, entre 1980 et 1983.
Elle démissionne en 1984 pour retourner en Israël et terminer ses études de droit, en raison, selon le Times, de trop fortes « pressions » dans son travail d’agent secret. « J'ai quitté le Mossad quand je me suis mariée, car je ne pouvais plus vivre ce genre de vie », avait-elle officiellement expliqué[source secondaire souhaitée].

### Carrière politique

#### Débuts
Tzipi Livni est diplômée de la faculté de droit de Bar Ilan et a exercé en tant que juriste, spécialisée dans le droit public et commercial. Elle devient en 1996 directrice de l'office des sociétés d'État. Dans ce rôle, elle est chargée de la privatisation des compagnies et des monopoles d'État[réf. souhaitée].

#### Entrée à la Knesset
En 1999, elle est élue député du Likoud à la Knesset, elle fait alors partie de la commission de la Constitution Droit et Justice, et de la commission pour la Promotion du statut de la femme. Elle est également présidente de la sous-commission chargée de la législation préventive contre le blanchiment d'argent[réf. souhaitée].

#### Ministre sous Sharon et Olmert

##### Gouvernement d’Ariel Sharon
De 2001 à 2003 elle est ministre de la Coopération régionale au sein du 29e gouvernement dirigé par Ariel Sharon, puis de l'Agriculture et du Développement rural. En 2003, au sein du 30e gouvernement elle est successivement ministre du Logement, de l'Intégration, de la Justice et des Affaires étrangères (cette dernière fonction lui étant assignée après de nombreuses démissions Likoud à la suite de la fondation de Kadima, fin 2005).
Le 12 novembre 2005, elle est la première personnalité politique de droite à prendre la parole pendant la commémoration officielle des dix ans de l'assassinat d'Yitzhak Rabin. En novembre 2005, elle quitte le Likoud pour rejoindre Ariel Sharon dans son nouveau parti, Kadima.
Elle a soutenu en 2005 le plan de désengagement des territoires occupés d'Ariel Sharon et s'est impliquée fortement pour que ce plan soit approuvé par la Knesset, notamment en tentant une médiation avec les membres du parti opposés à cette opération. Elle est alors connue pour être une colombe du Likoud, et sert souvent d'intermédiaire entre les faucons et colombes au sein de son parti.

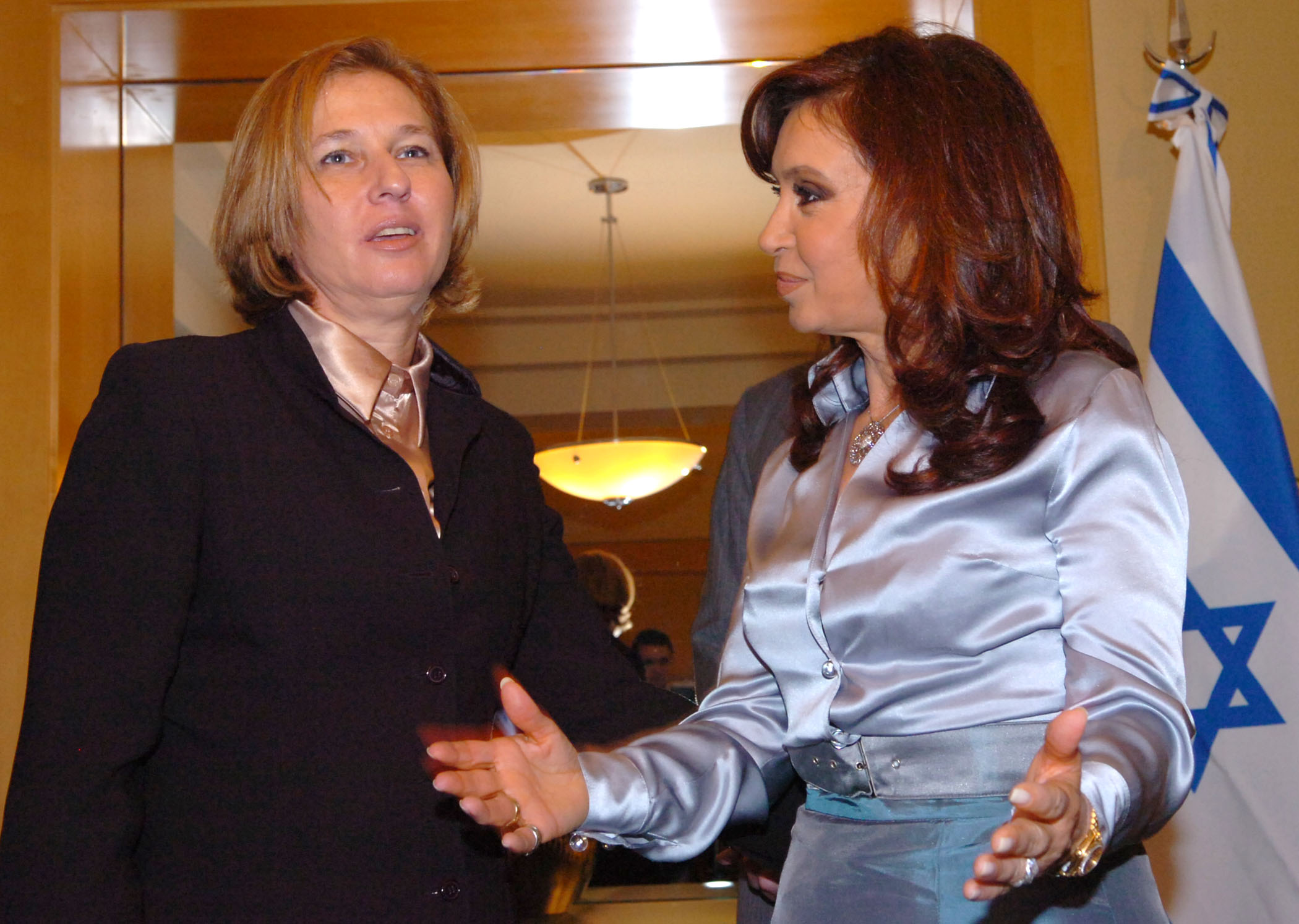
Tzipi Livni avec la présidente argentine Cristina Fernández de Kirchner, en 2007.

Le 1er décembre 2005, elle déclare que la barrière de séparation que construit l'État hébreu en Cisjordanie ne sera pas sans conséquence sur la future frontière avec les Palestiniens : « On n'a pas besoin d'être un génie pour voir que cette barrière aura des implications sur la future frontière » […] « Ce n'était pas la raison de son installation mais cette barrière pourrait avoir des implications politiques »[réf. nécessaire]. Dans le même temps elle suit Ariel Sharon dans le nouveau parti Kadima.

##### Gouvernement d’Ehud Olmert
Le 5 janvier 2006, à la suite de l'hospitalisation du Premier ministre Ariel Sharon, elle déclare aux journalistes : « Nous prions pour Ariel Sharon, et je ferai personnellement tout mon possible pour aider le Premier ministre par intérim à assumer ses fonctions et à prendre les bonnes décisions », mettant fin en même temps aux rumeurs qui prétendaient qu'elle pourrait succéder à Sharon à la tête de la nouvelle formation Kadima[réf. nécessaire]. Kadima remporte les élections et Tzipi Livni se positionne troisième sur cette liste, ce qui l'assure de participer au gouvernement. Le 4 mai 2006, elle entre dans le gouvernement d'Ehud Olmert en tant que ministre des Affaires étrangères et vice-Premier ministre.
Elle est troisième parmi les têtes de liste du parti Kadima aux élections législatives israéliennes de 2006. Elle devient donc membre de la 17e Knesset après la victoire du parti aux élections.
Tzipi Livni est la première membre d'un gouvernement israélien à faire la distinction entre les attaques palestiniennes visant des cibles militaires israéliennes et les attaques causant des dommages parmi les civils. Elle déclare ainsi à la télévision américaine, le 28 mars 2006 : « Somebody who is fighting against Israeli soldiers is an enemy and we will fight back, but I believe that this is not under the definition of terrorism, if the target is a soldier », soit « Quelqu'un combattant des soldats israéliens est un ennemi et nous nous battrons contre lui, mais je crois que cela ne correspond pas à la définition du terrorisme, si la cible est un soldat ».
À la suite du conflit israélo-libanais de 2006, Ehud Olmert est de plus en plus critiqué par l'opinion publique israélienne par exemple pour sa mauvaise gestion de cette guerre. Fin avril 2007, une version intérimaire du rapport Winograd qui analyse les raisons de la défaite israélienne lors de la guerre extrêmement meurtrière et destructrice qu'Israël a menée contre le Liban est publié. Livni appelle alors à la démission d'Olmert, mais ne propose pas sa propre démission, se proposant même comme successeur à la tête du parti Kadima s'il venait à démissionner. Le 2 mai 2007, Livni finalement se déclare opposée à des élections anticipées et affirme ne pas vouloir démissionner de son poste pour faire tomber le gouvernement, tout en confirmant se déclarer prête à prendre le poste de Premier ministre par intérim. Son appel fut ignoré par Olmert et sa décision de ne pas démissionner a élevé quelques controverses. Elle subit alors le feu de la presse qui souligne son manque de courage politique et la surnomme « Tzipi the Knife ».[réf. nécessaire]

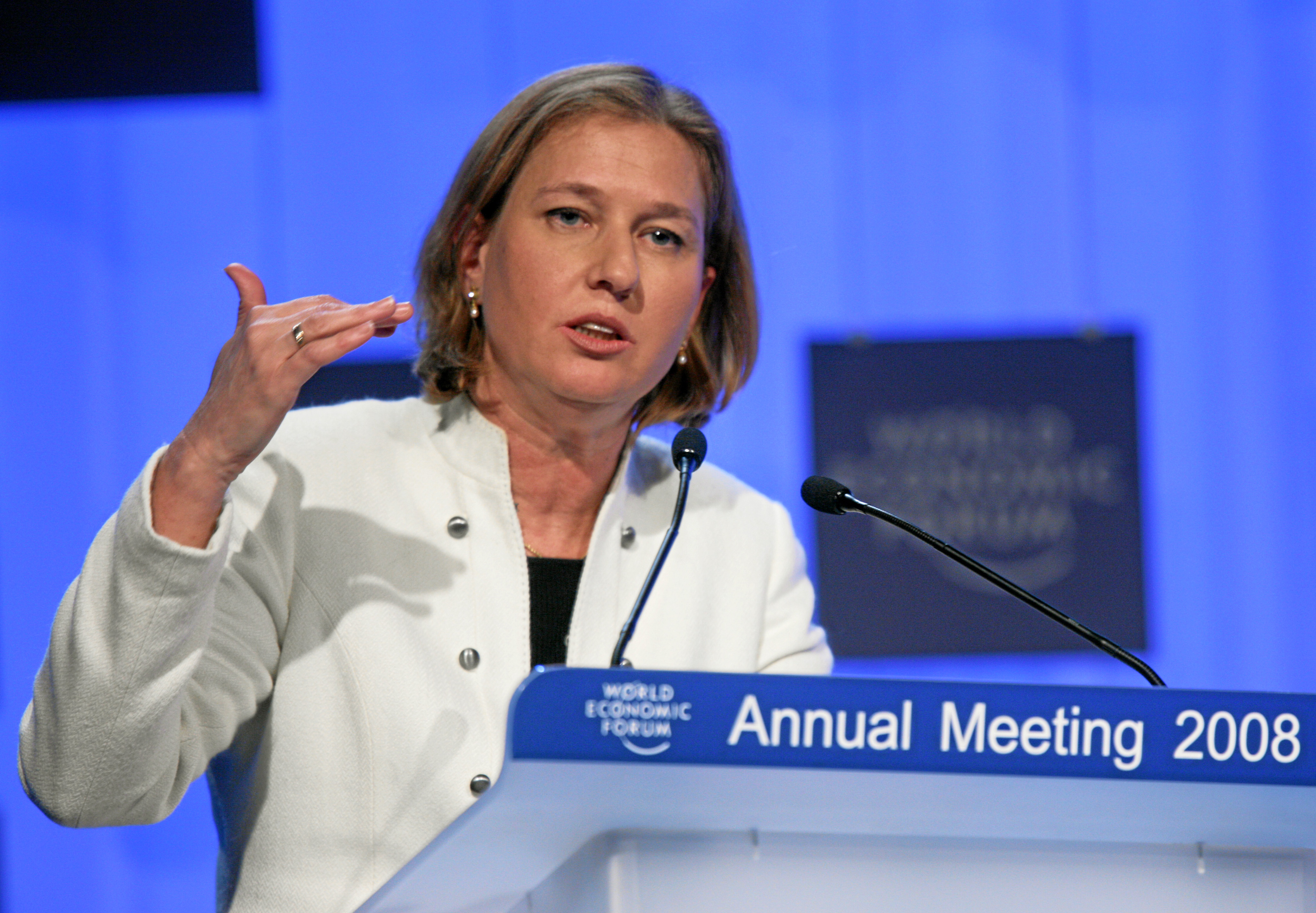
Tzipi Livni, le 24 janvier 2008.

En mars 2008, à la Conférence d'Annapolis, elle propose[réf. nécessaire] à Mahmoud Abbas, un plan de paix fondé sur la création d'un État palestinien avec Jérusalem-Est comme capitale et le retour d'un million de réfugiés palestiniens en Israël.
Après le témoignage accablant de l'homme d'affaires Morris Talansky, elle critique le manque de probité d'Olmert et se présente comme la « Mme Propre » de la classe politique israélienne[réf. nécessaire] mettant en avant son intégrité et sa droiture. Désormais pour les sondages, elle est la seule à pouvoir concurrencer Benjamin Netanyahou, le leader du Likoud. Pourtant, les sondages sont peu optimistes quant à la victoire de Tzipi Livni, qui serait alors la deuxième femme Premier ministre en Israël après Golda Meir. Le Premier ministre est ulcéré par son manque de loyauté, mais elle ignore Olmert et multiplie les réunions avec la base du parti[réf. nécessaire]. En outre, elle brigue le poste de Premier ministre[réf. nécessaire].
Le 31 juillet 2008, Ehud Olmert finalement annonce sa démission mais déclare quitter ses fonctions une fois que les élections internes au parti Kadima effectuées. Tzipi Livni est pressentie[réf. souhaitée] gagnante dans la course à la présidence du parti contre Shaul Mofaz l'actuel ministre des Transports soutenu par Olmert.
Le 22 septembre 2008, Shimon Peres la charge de former le prochain gouvernement. Mais son échec oblige le président Peres à convoquer des élections anticipées, en février 2009.
Elle est critiquée par le journaliste Jean Stern dans son livre Mirage gay à Tel Aviv (2017) pour avoir organisé la campagne de communication d'Israël visant à faire du « pinkwashing » en mettant en valeur la ville de Tel Aviv-Jaffa, masquant le fait que 47 % des Israéliens considèrent l’homosexualité comme une maladie (en comparaison, moins de 10 % en France et moins de 5 % en Espagne ou en Belgique sont de cet avis) ou encore, selon l'auteur, que cela tenterait d'atténuer en termes d'image la politique israélienne dans les territoires palestiniens.
En 2006, elle est classée comme la 40e femme la plus puissante au monde par le magazine Forbes. En 2007, elle est classée 39e et en 2008, 52e.

#### Guerre de Gaza
Tzipi Livni a soutenu la guerre de Gaza de 2008-2009 aux côtés d'Ehud Olmert. Elle se prononce en ces termes fin 2008, au sujet des tirs de roquettes effectués par le Hamas depuis octobre 2001 : « Nous avons fait preuve de retenue jusqu'à présent. Aujourd'hui, il n'y a pas d'autres options qu'une opération militaire. » Le 4 janvier 2009 elle déclare « Nous maintenons la situation humanitaire à Gaza exactement comme elle doit l'être. »
Le 12 décembre 2009, un mandat d'arrêt est émis au Royaume-Uni à l'encontre de Tzipi Livni en raison d'accusation de crimes de guerre pendant l'« opération Plomb durci ». La compétence universelle des tribunaux britanniques permet à quiconque de demander d'émettre un mandat d'arrêt contre un « criminel de guerre » supposé, sans que le gouvernement en ait connaissance. Des personnalités israéliennes comme le ministre de la défense Ehud Barak avaient déjà été menacées de telles procédures à la demande d'organisations pro-palestiniennes par le passé.
Le mandat d'arrêt est révoqué le 14. Les officiels du ministère des Affaires étrangères israélien le qualifièrent de « cynique », tandis que le bureau de Tzipi Livni fait savoir qu'elle est « fière de toutes les décisions prises lors de l'« opération Plomb durci » ». Livni, qui a reçu le soutien du Premier ministre Gordon Brown, a qualifié ce mandat d'abus de droit britannique et a appelé à une réforme de la compétence universelle des tribunaux britanniques.

#### Dans l’opposition à Netanyahou
Le 28 décembre 2009, le groupe parlementaire de Kadima rejette la proposition du Premier ministre Benyamin Netanyahou qui proposait au parti centriste, et en particulier à Tzipi Livni, de rejoindre son gouvernement.
Le 27 mars 2012, le ministre des Transports et ancien candidat malheureux à la présidence du parti en 2008 Shaul Mofaz est élu président de Kadima en battant Livni (61,7 % contre 37,2 %). Elle annonce le 1er mai 2012 qu'elle démissionne de la Knesset.

#### Ministre de la Justice
Ayant annoncé la création de son nouveau parti centriste, Hatnuah ou « Le Mouvement », en novembre 2012, Livni revient en politique après six mois d'absence. Son parti obtient six sièges aux élections de janvier 2013, dont le sien, tandis que Kadima, conduit par Shaul Mofaz, n'obtient que deux élus. Tzipi Livni devient ministre de la Justice dans le nouveau gouvernement de Netanyahou, étendu à plusieurs partis. Le 2 décembre 2014, le Premier ministre révoque Tzipi Livni de son gouvernement après que celle-ci s'est opposée à plusieurs reprises à la politique gouvernementale de la coalition et notamment au projet de réforme de la constitution israélienne consistant à définir Israël comme État juif.

#### Élections législatives de 2015
Le 11 décembre 2014, Isaac Herzog (président du Parti travailliste) et Tzipi Livni annoncent qu'ils s'allient pour empêcher Netanyahou de briguer un quatrième mandat. Ils forment une coalition politique appelée Union sioniste en vue des élections législatives anticipées de 2015. Un temps donnés favoris, ils finissent à la deuxième place, avec 18,67 % des voix, moins de cinq points derrière le Likoud.

#### Chef de l'opposition à la Knesset
Elle devient chef de l'opposition à la Knesset le 1er août 2018, après la démission de Herzog,.
Le 1er janvier 2019, Avi Gabbay, président du Parti travailliste, décide unilatéralement de dissoudre l'Union sioniste. Le Parti travailliste devient alors le premier parti d'opposition à la Knesset et Gabbay nomme Shelly Yachimovich cheffe de l'opposition à la Knesset.

### Retrait de la vie politique
Elle annonce son retrait de la vie politique le 18 février 2019. Elle ajoute que son mouvement Hatnuah ne présentera pas de candidats aux élections législatives d’avril. Les sondages prédisaient une déroute à Hatnuah lors de ces élections (en dessous du seuil de 3,25 % nécessaire pour rentrer à la Knesset) alors que de nombreux partis centristes sont aussi en course lors de ces élections. Livni déclare préférer que les électeurs proches d'Hatnuah votent pour des partis ayant de réelles chances de gagner.

## Prises de position
Tzipi Livni partage avec Ariel Sharon une conviction : 
« Israël doit céder des territoires aux Palestiniens et leur permettre de créer un État ». 
C'est ainsi que Tzipi Livni suit Ariel Sharon en 2005 en faveur du plan de désengagement des territoires occupés et dans la création du parti centriste Kadima.
Végétarienne, Tzipi Livni est en faveur des droits des animaux.

## Détail des mandats et fonctions
- Du 7 mars 2001 au 29 août 2001 : ministre de la Coopération régionale
- Du 29 août 2001 au 17 décembre 2002 : ministre sans portefeuille
- Du 17 décembre 2002 au 28 février 2003 : ministre de l'Agriculture et du Développement rural
- Du 28 février 2003 au 4 mai 2006 : ministre de l'Immigration
- Du 4 juillet 2004 au 31 août 2004 : ministre par intérim du Logement et de la Construction
- Du 31 août 2004 au 10 janvier 2005 : ministre du Logement et de la Construction
- Du 5 décembre 2004 au 10 janvier 2005 : ministre de la Justice par intérim
- Du 10 janvier 2005 au 4 mai 2006 : ministre de la Justice
- Du 18 janvier 2006 au 4 mai 2006 : ministre de l'Intégration
- Du 18 janvier 2006 au 31 mars 2009 : ministre des Affaires étrangères
- Du 4 mai 2006 au 31 mars 2009 : 2e vice-Premier ministre
- Du 29 novembre 2006 au 6 février 2007 : ministre de la Justice par intérim